# Weihenstephan

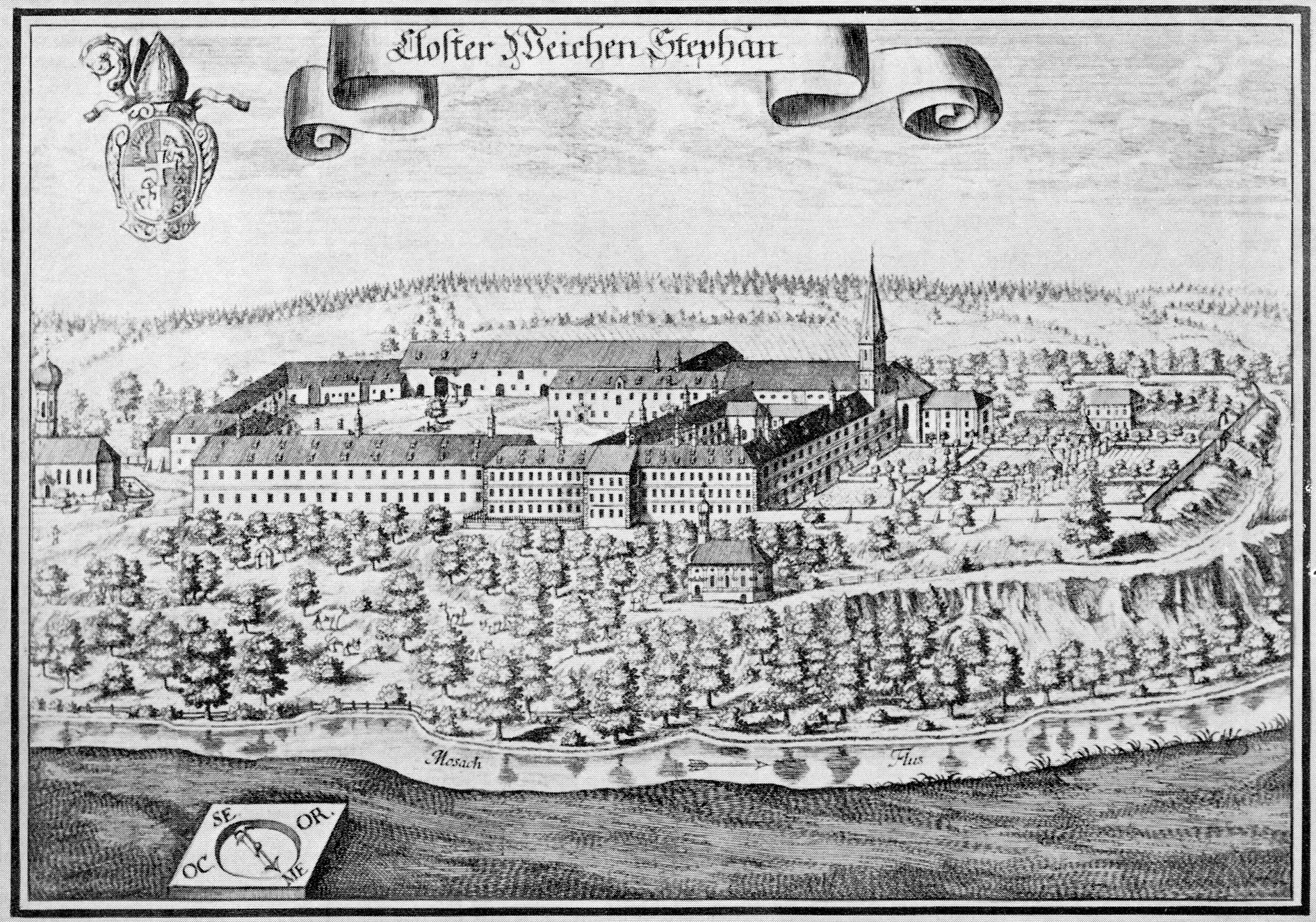
Vue de l'abbaye de Weihenstephan d'après Wening

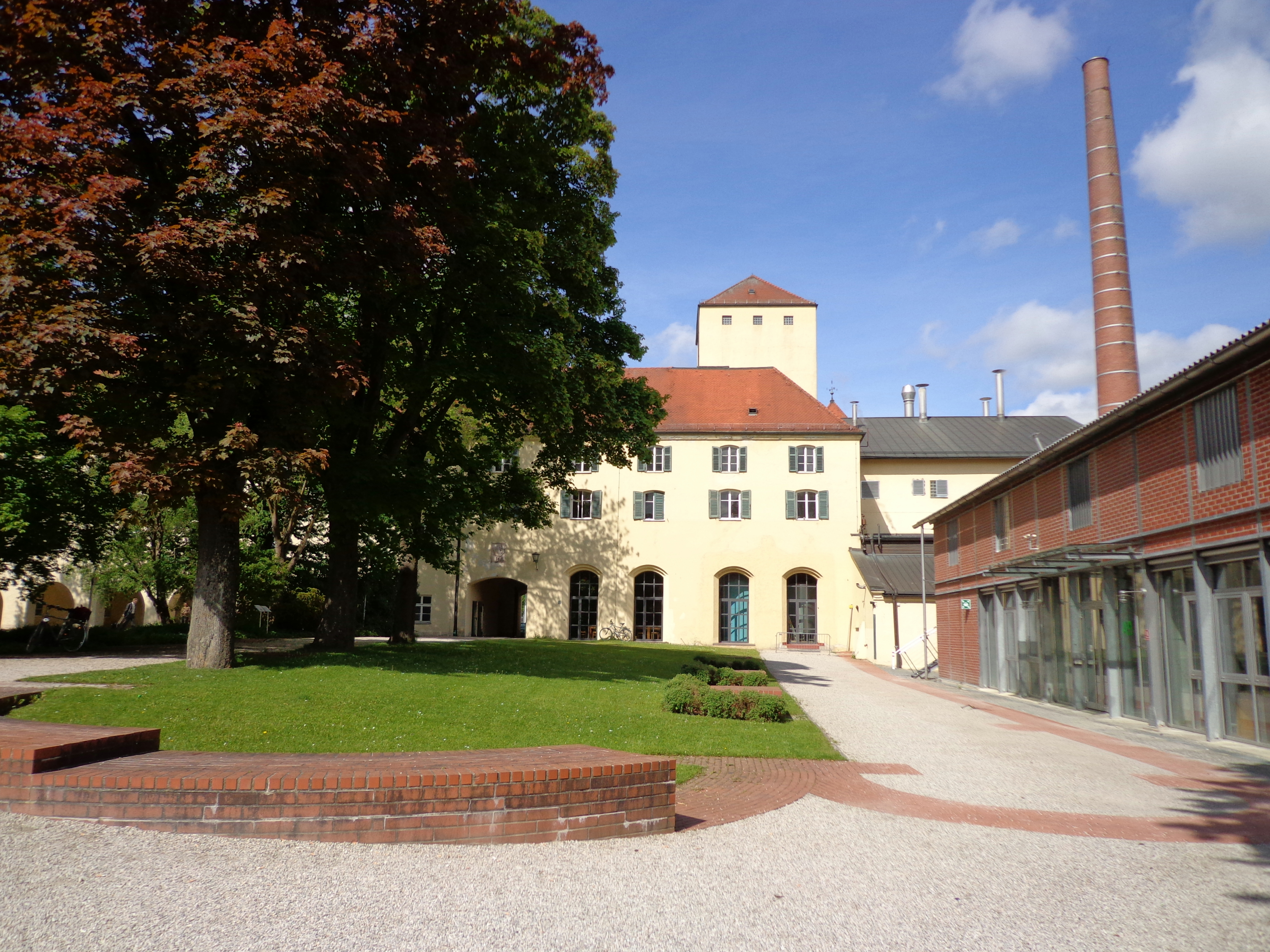
Vue sur les bâtiments de la brasserie

Weihenstephan est le nom de la plus ancienne bière au monde (artisanale ou industrielle) brassée depuis l'an 1040 par la Bayerische Staatsbrauerei Weihenstephan, située sur la colline de Weihenstephan à Freising, en Bavière (Allemagne).
D'après une charte médiévale de l'évêque Engelbert von Freising autorisant le brassage, cette brasserie est la plus ancienne encore en activité, avec celle de l'abbaye de Weltenburg. Il est toutefois possible que ce document soit un faux forgé au début du XVIIe siècle. 
En 1921, la brasserie est devenue entreprise d'état de la Bavière et elle participe à des programmes d'enseignement de l'université technique de Munich.